# Edeltraut Elsner
Edeltraut Elsner (* 8. April 1936 in Berlin; † 28. Dezember 2017 ebenda) war eine deutsche Schauspielerin, Kabarettistin und Synchronsprecherin.

## Wirken
Edeltraut Elsner war die Tochter des SFB-Regisseurs Reinhard Elsner. Bekannt wurde sie durch ihre Rolle in dem 1959 erschienenen Antikriegsfilm Die Brücke von Bernhard Wicki, in dem sie die junge Friseurin Barbara spielte, die ein Verhältnis mit dem Inhaber des Friseurgeschäfts hat, dem Vater eines der 16-jährigen Protagonisten des Films.
Anschließend war Edeltraut Elsner in vielen Filmen der 1960er und 1970er Jahre zu sehen, darunter Die kahle Sängerin, Das Landhaus, Betriebsfest, Nicht nur zur Weihnachtszeit, Lohn und Liebe, Lieder aus der Küche oder Pension Schöller. Sie übernahm öfter auch Hauptrollen, so spielte sie den Part der Mutter Mock in der Serie Peter ist der Boss, das Röschen Schmidt-Koblank in Die Koblanks, die Frau Dr. Mehring in Die drei Klumberger und die Martha Riepe in Jauche und Levkojen von 1977.
Außerdem wirkte sie in Gastrollen in vielen verschiedenen Serien wie Hafenpolizei, Der kleine Doktor, Derrick, Ich heirate eine Familie oder Praxis Bülowbogen mit. Mit Dieter Hallervorden war sie in dessen Produktionen Nonstop Nonsens und Didi – Der Untermieter zu sehen. 1992 mimte sie in 19 Episoden die Margot Hahnich in der RTL-Daily-Soap Gute Zeiten, schlechte Zeiten.
Als Synchronsprecherin konnte man sie unter anderem als Stimme von Joan Sims in der Carry-On-Filmreihe hören. Sie sprach außerdem Digby in der Serie Tabaluga (ab 1997). Bereits in den 1970er Jahren synchronisierte sie mehrere bekannte Darstellerinnen, zum Beispiel Eileen Brennan in Der Clou, Meg Foster in Sunshine oder Karen Valentine in Schwestern teilen alles. In Serien wie Ein Colt für alle Fälle, Drew Carey Show, Die Waltons, Bonanza, Love Boat oder Hotel sprach sie viele Episodenparts.
Als Hörspielsprecherin wirkte sie unter anderem bei Der kleine Vampir und Tabaluga mit. In der Hörspielserie Bibi Blocksberg war sie dreimal zu hören.
Edeltraut Elsner gehörte von Anfang der 1960er Jahre bis Mitte der 1970er Jahre dem Ensemble der Berliner Stachelschweine an.
Sie war verheiratet mit dem Schauspieler und Synchronsprecher Wolfgang Ziffer und ist die Mutter von Julia Ziffer.
Sie wurde auf dem Friedhof Berlin-Grunewald beerdigt.

## Werk
als Schauspielerin
- 1959: Ein unbeschriebenes Blatt
- 1959: Die Brücke
- 1960: Das Missverständnis
- 1960: Schwarzer Kies
- 1961: Die kahle Sängerin
- 1961: Das letzte Kapitel
- 1961: Ein wahrer Held
- 1962: Nachruf auf Jürgen Trahnke
- 1962: Der Kronanwalt
- 1963–66: Hafenpolizei (Serie, 2 Folgen)
- 1965: Ein Ausgangstag
- 1965: Der Diplomat auf Eis
- 1965: Das Landhaus
- 1966: Betriebsfest
- 1966: Weiß gibt auf
- 1968: Phoebus oder Die Aalbucht
- 1968: Das Berliner Zimmer
- 1968: Napoleon in New Orleans
- 1969: Die Anpassung
- 1970: Nicht nur zur Weihnachtszeit
- 1972: Die rote Kapelle (Serie)
- 1972: Ferdi und Ferdinand
- 1973: Verwandte sind auch Menschen
- 1973: Im Reservat
- 1973: Peter ist der Boss (Serie)
- 1973: Hamburg Transit (Serie), Ep. Ein schöner Nachmittag
- 1974: Zerfall einer Großfamilie
- 1974: Der kleine Doktor (Serie), Ep. Der verschwundene Admiral
- 1974: Lohn und Liebe, Rolle: Sonja
- 1975: Beschlossen und verkündet (Serie), Ep. Herrn Wittichs Witwen
- 1976: Verdunkelung
- 1976: Die drei Klumberger (Serie)
- 1976: Ein Fall für Stein (Serie), Ep. Anatomie eines Betrügers
- 1977: Jauche und Levkojen
- 1977: Die Geschichte der Susanna Margaretha Brandt
- 1977: Nonstop Nonsens (Serie), Ep. Didi zieht um
- 1977: Erben ist menschlich
- 1978: Lieder aus der Küche
- 1979: Derrick (Serie), Ep. Ein Kongress in Berlin
- 1979: Die Koblanks (Serie)
- 1980: Pension Schöller
- 1980: Nirgendwo ist Poenichen
- 1981: Die zweite Haut
- 1983: Ich heirate eine Familie (Serie), Ep. 1+1=5
- 1983: So oder so ist das Leben
- 1983: Wer raucht die letzte?
- 1984: Drei Damen vom Grill (Serie), Ep. Stichwort Herzenssache, Oma vor Gericht
- 1985: Ein Heim für Tiere (Serie), Ep. Mikki
- 1985: Geschichten aus der Heimat (Fernsehserie) Episode: Die Kastanie
- 1985: Berliner Weiße mit Schuß (Serie), Ep. Geld macht nicht glücklich/Mundraub/Finderlohn/Der Komparse
- 1986: Der Untermieter (Serie), Ep. Ein heilsamer Schreck
- 1986: Berliner Weiße mit Schuß (Serie), Ep. Do it yourself/Und nicht mal’n Stiefmütterchen/Fluchtpost/Der nächste Winter kommt bestimmt
- 1986: Transitträume
- 1987: Berliner Weiße mit Schuß (Serie), Ep. Alles für die Kätzchen/Onkel Otto weiß Rat/Der adoptierte Vater/Der Schein trügt
- 1988: Ein Fall für zwei (Serie), Ep. Der Mann auf dem Foto
- 1988: Tatort: Schuldlos schuldig
- 1989: Berliner Weiße mit Schuß (Serie), Ep. Franz im Glück/Auf gute Nachbarschaft/Kettenreaktion
- 1990: Heidi und Erni (Serie), Ep. Land in Sicht
- 1992: Gute Zeiten, schlechte Zeiten (Daily-Soap)
- 1995: Praxis Bülowbogen (Serie), Ep. Alles brave Bürger hier
- 2000: Dr. Sommerfeld – Neues vom Bülowbogen (Serie), Episode: Auge um Auge

Synchron
- Joan Sims: 8 Filme der Carry-On-Reihe in diversen Rollen
- Lily Tomlin: Die Katze kennt den Mörder
- Lily Tomlin: Warum eigentlich... bringen wir den Chef nicht um?
- Simonetta Stefanelli: Der Pate [1. Synchro (Kino)]
- Edie McClurg: Elvira – Herrscherin der Dunkelheit [1. Synchro]
- Barbara Eda-Young: Serpico
- Catherine Allégret: Vincent, Francois, Paul und die anderen
- Tiffany Bolling: Mörderspinnen
- Tricia O’Neil: Ein Colt für alle Fälle
- Suzanna Leigh: Boeing-Boeing
- Kelly Bishop: Eine entheiratete Frau
- Tress MacNeille: Mickys fröhliche Weihnachten
- Rita Tushingham: Being Julia
- Ken Weatherwax: The Addams Family [1. Synchro (WDR 1970)]

Anime/Hörspiel
- als erste Stimme von 'Digby' in Tabaluga (Fernsehserie)
- als 'Wilddrude' in Ronja Räubertochter
- als 'Mutter' in Der kleine Vampir (Hörspielserie)
- als 'Frau Schaller' in Bibi Blocksberg: Bibi als Babysitter
- als 'Esterelle' in Bibi Blocksberg: Ohne Mami geht es nicht
- als 'Frau Patschke' in Bibi Blocksberg: Wo ist Kartoffelbrei?
- als 'Blitzhexe' in Peterchens Mondfahrt (Hörspiel)
- als 'Königin Uberta' in Die Schwanenprinzessin und das Geheimnis des Schlosses
- als 'Adelgunde-Victoria Möwe-Senkfuß' in Freddy der Esel (Hörspielserie)

## Single
- 1970: Die 10.001. Nacht (deutsche Version von Je t’aime … moi non plus), Der „Nee-Walzer“ (mit Wolfgang Gruner auf dem Label TWR)